# Nina Grieg
Nina Grieg, født Hagerup, (24. november 1845, død 9. december 1935) var Edvard Griegs kusine og hustru. Hun var kendt som koncertpianist og sangerinde og fortolkede adskillige af sin mands værker.
Nina Hagerup blev født i Haukeland ved Bergen som datter af Herman Hagerup og Adelina Werligh. Som otteårig flyttede hun med sine forældre til Danmark og efter Edvard Griegs død i 1907 flyttede hun til Danmark igen. Som medlem af Det fri Kirkesamfund bidrog Nina Grieg med klaverkoncerter til indsamlingen af midler til opførelse af Unitarernes Hus.
Nina Grieg er begravet ved siden af sin mand på Troldhaugen uden for Bergen.